# Cathaya
Cathaya er en lille slægt af nåletræer fra subtropisk Kina. Den har kun en enkelt nulevende art, Almindelig Cathaya (Cathaya argyrophylla). Cathaya tilhører underfamilien Laricoideae og er nært beslægtet med Douglasgran (Pseudotsuga) og Lærk (Larix).
Cathaya forekommer kun i et begrænset område i det sydlige Kina i provinserne Guangxi, Guizhou, Hunan og Sichuan. Her vokser den på stejle kalkstens-klipper i 900 - 1800 m højde. Nålene er 2,5 - 5 cm lange og sidder i et spiralagtigt mønster på grenene. Koglerne er 3-5 cm lange.
Fossiler af uddøde arter af Cathaya er talrige i europæiske brunkuls-forekomster fra 10-30 millioner år siden.